# 공동현상
공동현상 또는 캐비테이션(cavitation)이란 유체의 속도 변화에 의한 압력변화로인해 유체 내에 공동이 생기는 현상을 말하며 공동현상이라고도 한다.
공동현상은 빠른 속도로 액체가 운동할 때 액체의 압력이 증기압 이하로 낮아져서 액체 내에 증기 기포가 발생하는 현상이다. 증기 기포가 벽에 닿으면 부식이나 소음 등이 발생하므로 설계자는 공동현상을 피하도록 설계해야 한다. 공동현상이란 문자 그대로 이해하면 물속에 빈곳(공동, cavity)이 생긴다는 뜻이다. 이렇게 부르는 것은 물과 수증기의 밀도의 비가 약 1000:1인 것을 감안할 때 공동의 내부는 역학적 관점에서 상대적으로 빈곳이라고 부를 수 있기 때문이다. 정상상태에서 받음각 (angle of attack) α로 전진하는 수중익 주위의 유선에 대하여 베르누이 방정식을 쓰면,
{\displaystyle {v^{2} \over 2}+gh+{p \over \rho }={\mbox{constant}}}
가 된다. 따라서 수중익의 표면에서는 속도 V가 증가하면 압력 P가 감소하게 되며, 속도 V가 계속 증가하면 압력 P가 포화증기압 P_v이하로 내려가게 되고 공동현상이 발생하게 되는 것이다. 포화증기압 P_v의 값은 온도에 따라 약간씩 변하나 15°C에서 1.7kPa 정도이다. 한편 대기압은 표준상태에서 101.3kPa가 된다.

압력이 낮아지면서 공기방울이 생기면서 프로펠러 표면에 충격을 준다

공동은 유체의 속도가 빨라지면 관내의 압력이 낮아지고 유체의 압력이 포화 수증기압 이하로 낮아지게되어 액체가 기체로 바뀌기 때문에 발생한다. 이 현상은 관내 유로의 직경이 바뀌는 노즐에서 실험적으로 쉽게 확인할 수 있다. 그런데 유체의 속도가 빨라짐으로 인해 발생한 기포가 다시 유체의 압력이 포화수증기압보다 높아질 경우 급격히 액체로 변하게 되는데, 그로 인해 높아진 압력에 의해 배의 프로펠러나 펌프의 임펠러 등에 충격을 주며 소음과 진동 및 마모 현상을 야기한다. 이러한 현상을 캐비테이션 부식(Cavitation Corrosion) 또는 캐비테이션 손상(Cavitation damage)이라고도 한다.

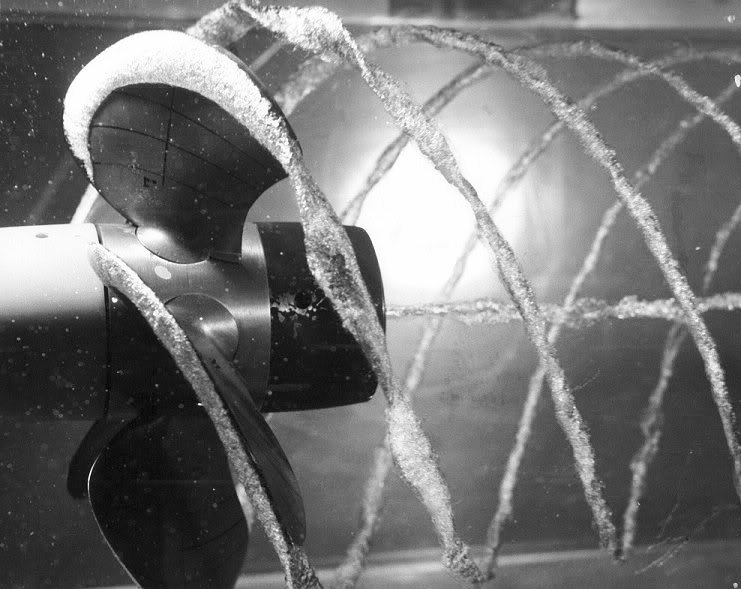
수중 프로펠러에 공기방울이 생기는 모습

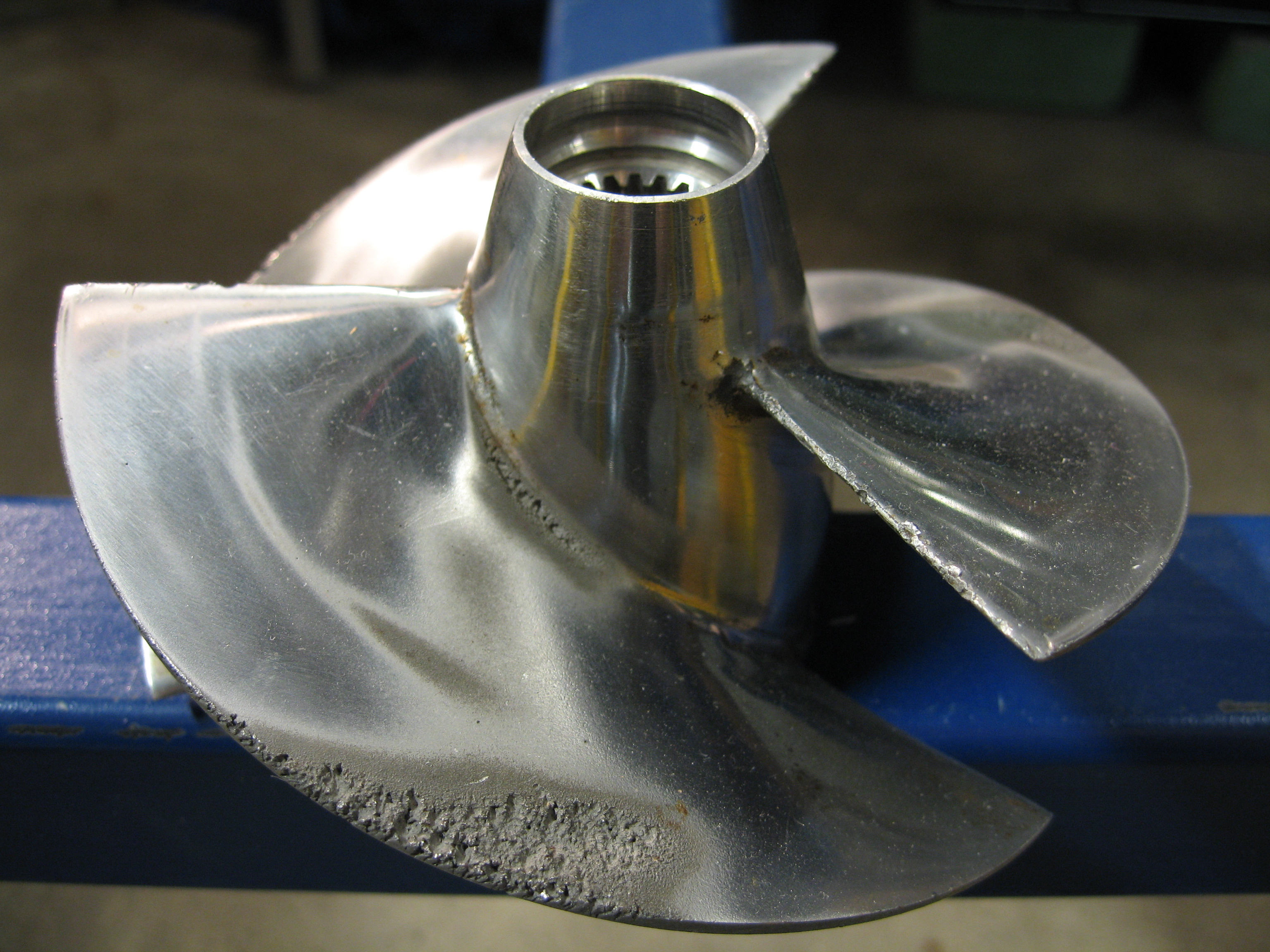
공동현상에 의해 손상된 프로펠러

## 2차원 수중익의 공동현상
공동현상은 날개 단면의 형상과 밀접한 관계가 있으며, 또 날개요소의 어느 부분에 공동이 발생하는가는 받음각 α의 크기 및 부호에 의해 결정된다. 받음각이 양의 값을 갖고 비교적 큰 경우에는 날개형상과 무관하게 뒷면(back)의 앞날부에 공동이 발생하며, 받음각이 0º 근처인 경우는 뒷면의 날개두께가 최대인 위치에서부터 또는 뒷날 부근에서 공동이 발생하지만, 받음각이 음의 값을 갖는 경우에는 앞면(face)의 앞날 부근에서부터 공동이 발생한다. 날개요소의 단면형상만 가지고 비교하면 비행날개(airfoil) 단면의 경우는 주로 앞날 부근에서 공동이 관찰되지만, 원효형 단면인 경우에는 날개 코드의 중앙부근에서 공동이 쉽게 발생됨을 볼 수 있다

## 프로펠러의 공동현상
프로펠러의 날개는 2차원 날개단면이 연속적으로 분포되어 형성된다. 불균일한 선미 반류 중에서 작동하는 각각의 날개단면은 날개가 프로펠러 축심 주위로 회전함에 따라 받음각의 크기가 연속적으로 변하는 유입유동을 맞게 되며, 따라서 날개단면의 위치에 따라 서로 다른 공동현상이 발생된다. 공동현상은 그 발생 부위에 따라 그 거동이 프로펠러의 성능에 미치는 영향이 상이하므로 각기 다른 이름이 붙여져 있다. 각각의 거동 및 성능에 미치는 영향을 살펴보자.

### 얇은층 공동현상(sheet cavitation)
그리 크지 않은 받음각으로 작동하는 날개의 뒷면에 생성되는 음의 압력 때문에 날개 앞날에서부터 시작하여 얇은층 형상으로 발생하는 공동현상을 말한다. 이런 종류의 공동현상은 대체로 안정적이나 공동체적의 변화가 선체진동의 주요 원인이 된다.

### 기포형 공동현상(bubble cavitation)
고속 프로펠러의 경우 프로펠러 날개의 두께가 비교적 두껍고, 받음각이 작은 경우에 날개의 최대두께 위치 근처에서 기포형태의 공동현상이 발생한다. 이러한 공동현상은 매우 불안정하기 때문에 프로펠러의 성능 저하와 날개표면의 침식 등 손상의 원인이 된다. 이러한 공동현상이 공동시험 과정에서 관찰되면 반드시 회피하도록 프로펠러를 다시 설계해야 한다.

### 앞면 공동현상(face cavitation)
받음각이 비교적 작거나 음의 값을 가질 때, 날개 앞면 앞날 근처에 공동현상이 발생할 수 있다. 이러한 종류의 공동현상은 프로펠러의 허브 가까이의 날개단면에서 많이 관찰되며, 프로펠러 날개가 6시 방향위치에 있을 때 날개 끝부분에서 발생할 수 있다. 이러한 종류의 공동현상은 매우 불안정하여 날개 침식의 주요 원인이 된다.

## 물의 증기압
| 물의 온도(°C) | 압력(kPa) |
| ------------- | --------- |
| -10           | 0.260     |
| -5            | 0.403     |
| 0             | 0.611     |
| 5             | 0.872     |
| 10            | 1.23      |
| 15            | 1.71      |
| 20            | 2.34      |
| 25            | 3.17      |
| 30            | 4.25      |
| 40            | 7.38      |
| 50            | 12.35     |
| 100           | 101.3     |
| 150           | 475.8     |
| 200           | 1554      |
| 300           | 8581      |

## 같이 보기
- 물의 증기압

## 참고 문헌
- Clayton T. Crowe 외. 《유체역학》 9판. 한티미디어. 180쪽.